# Estación de Hikone-Serikawa

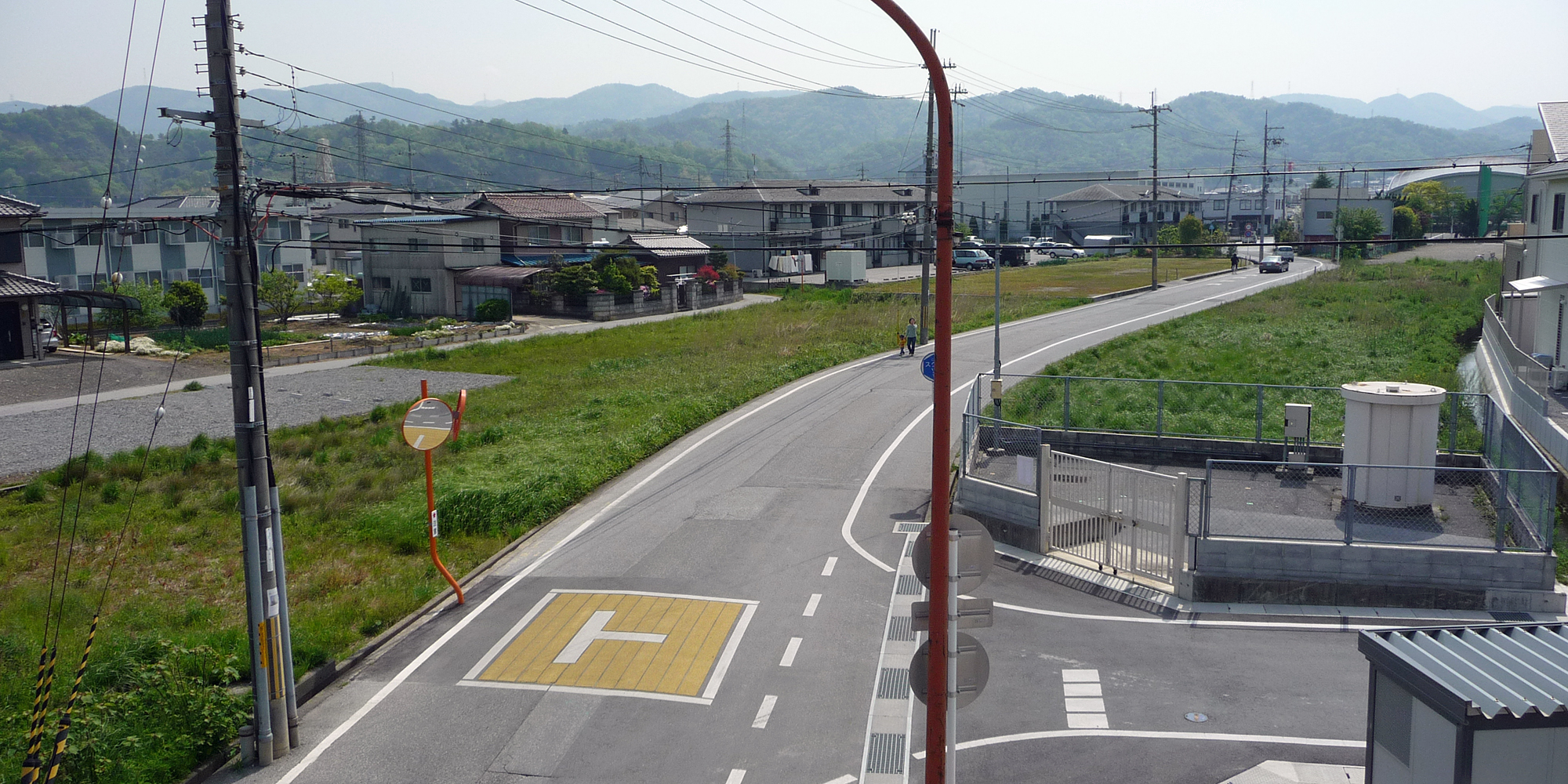
Lado este de la estación

La Estación de Hikone-Serikawa (ひこね芹川駅 Hikone-Serikawa-eki?) es una estación de tren localizada en Hikone, Shiga, Japón. La estación, abierta en 2009, es la más nueva de la línea.

## Líneas
- Ohmi Railway
  - Línea Principal

## Andenes
La estación tiene una plataforma con una sola vía.
| Línea             | Dirección | Destino                          |
| ----------------- | --------- | -------------------------------- |
| ■ Línea Principal | Norte     | Hikone, Maibara                  |
| ■ Línea Principal | Sur       | Yōkaichi, Kibukawa, Ōmi-Hachiman |

## Historia
- 18 de diciembre de 2008 - Inicio de su construcción[2][1]
- 8 de abril de 2009 - Apertura[1][3]

## Estaciones adyacentes
| «                            | «                            | Servicio                     | »                            | »                            |
| Línea Principal Ohmi Railway | Línea Principal Ohmi Railway | Línea Principal Ohmi Railway | Línea Principal Ohmi Railway | Línea Principal Ohmi Railway |
| ---------------------------- | ---------------------------- | ---------------------------- | ---------------------------- | ---------------------------- |
| Hikone                       |                              | Local                        |                              | Hikoneguchi                  |
| Servicio rápìdo: Sin parada  |                              |                              |                              |                              |